# Protea mucronifolia
Protea mucronifolia (лат.) — кустарник, вид рода Протея (Protea) семейства Протейные (Proteaceae), эндемик Западно-Капской провинции в Южной Африке.

## Таксонимия
Вид впервые описан Ричардом Энтони Солсбери в 1807 года.

## Ботаническое описание

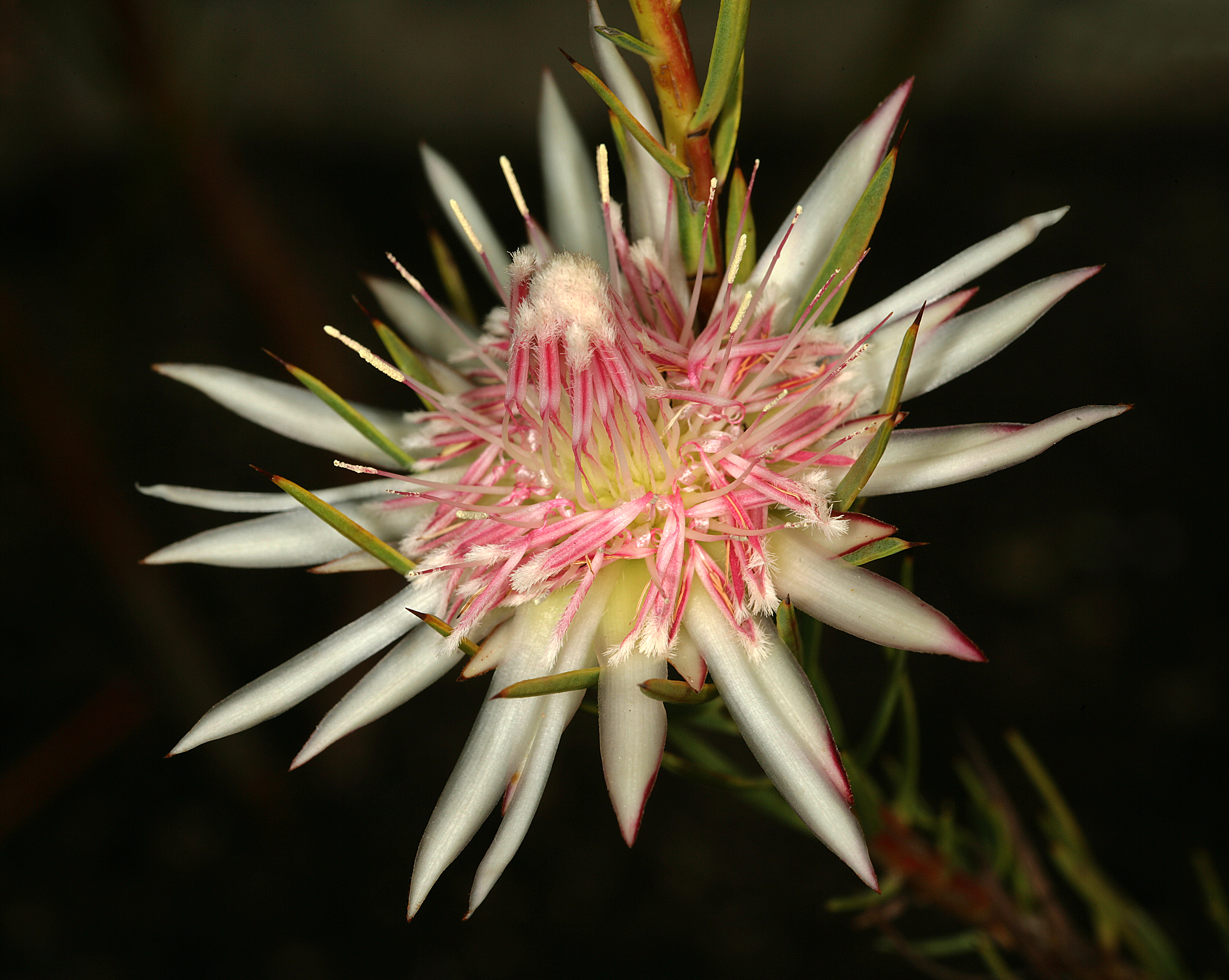
Соцветие

Protea mucronifolia — кустарник с гладкими ветвями. Листья 2,5-5 см в длину, 4-5 см в ширину, линейно-шиловидные, оканчивающийся тонкой острой точкой, с выступающей средней жилкой. Соцветие — цветочная головка сидячая, обратнояйцевидная, 2,5 см длиной, 2 см шириной; обволакивающие прицветники расположены в 5-6 рядов, гладкие, белые, прижатые; в наружном ряду от яйцевидных до яйцевидно-анцеолидных; внутренние ряды ланцетные, остро заострённые и выходит за пределы цветков.

## Распространение и местообитание
Protea mucronifolia — эндемик Западно-Капской провинции Южной Африки. Растёт на побережье у Клануильяма. Произрастает на песчаных равнинах долины Берг.